# غبيراء صخرية
الغبيراء الصخرية (باللاتينية: Sorbus rupicola) نوع نباتي شجري يتبع جنس الغبيراء من الفصيلة الوردية.
تنتشر في الجزر البريطانية والنرويج والسويد وروسيا. تعيش في الأراضي القلوية في المناطق الصخرية.